# Niphona pluricristata
Niphona pluricristata är en skalbaggsart som beskrevs av Carlo Pesarini och Andrea Sabbadini 1999. Niphona pluricristata ingår i släktet Niphona och familjen långhorningar. Inga underarter finns listade i Catalogue of Life.